# Lliga catalana de futbol femenina 1988-1989
La temporada 1988-89 de la Lliga catalana de futbol femenina fou la novena edició de la competició. Fou organitzada per la Federació Catalana de Futbol i tingué el patrocini de l'empresa d'embalatge Iberoalemana. Se celebrà des del novembre de 1988 fins al març de 1989. Hi participaren vuit equips que competiren en format de sistema de tots contra tots a doble volta. Es proclamà campió el Futbol Femení Athenas, que aconseguí el seu primer títol.
Degut a la creació de la Lliga femenina espanyola la temporada 1988-89, la competició començà al mes de novembre. També, cinc equips històrics de la Lliga catalana, el FF Vallés Occidental, Reial Club Deportivo Espanyol, Club Femení Barcelona, Centre d'Esports Sabadell Futbol Club i Penya Barcelonista Barcilona, no hi competiren ja que disputaren la primera edició de la Lliga estatal. Només participaren a la Copa catalana.
Entre d'altres resultats. destacà la victòria del FF Torroella a l'Artés (10-0) a la desena jornada. Es retirà de la competició el Sant Adrià a la novena jornada. La màxima golejadora de la competició fou Fina del FF Athenas, amb 22 gols, i la portera menys golejada Montse. del mateix equip, amb 6 gols rebuts.

## Clubs participants
- Artés
- Futbol Femení Athenas
- Barcelona Atlètic
- Futbol Femení Catalunya
- Llers Morillo Vega
- Club Femení Sant Adrià
- Futbol Femení Torroella
- Vilapiscina

## Taula de resultats
| Casa \ Fora        | ART  | ATH | BAR | CAT | LLE | STA | TOR | VIL |
| ------------------ | ---- | --- | --- | --- | --- | --- | --- | --- |
| Artés              | —    | 0–5 | 1–4 | 7–5 | 0–0 | 1–4 | 1–7 | 1–3 |
| FF Athenas         | 8–0  | —   | 5–1 |     | 5–1 | 1–0 | 2–0 | 5–1 |
| Barcelona Atlètic  |      | 0–3 | —   | 3–1 | 2–2 |     | 4–3 | 2–3 |
| FF Catalunya       | 6–1  | 0–4 | 0–6 | —   | 3–7 | 1–0 | 1–8 |     |
| Llers Morillo Vega |      | 2–0 | 1–0 |     | —   |     | 1–2 | 1–1 |
| CF Sant Adrià      | 0–1  | 2–2 | 0–1 | 9–1 |     | —   | 0–1 | 2–0 |
| FF Torroella       | 10–0 | 2–3 | 4–1 | 5–5 | 2–1 | 6–4 | —   | 3–0 |
| Vilapiscina        | 2–0  | 0–5 | 1–4 | 3–3 | 3–2 | 1–0 |     | —   |

## Classificació final
| Pos. | Equip              | PJ                         | PG                         | PE                         | PP                         | GF                         | GC                         | GC                         | Punts                      | Punts                      |
| ---- | ------------------ | -------------------------- | -------------------------- | -------------------------- | -------------------------- | -------------------------- | -------------------------- | -------------------------- | -------------------------- | -------------------------- |
| 1    | FF Athenas         | 14                         | 12                         | 1                          | 1                          | 51                         | 8                          | +43                        | 22                         | +8                         |
| 2    | FF Torroella       | 12                         | 6                          | 2                          | 2                          | 48                         | 22                         | 26                         | 18                         | +6                         |
| 3    | Barcelona Atlètic  | 12                         | 6                          | 1                          | 5                          | 34                         | 24                         | 10                         | 13                         | +1                         |
| 4    | Llers Morillo Vega | 11                         | 4                          | 3                          | 4                          | 22                         | 19                         | 3                          | 11                         | +1                         |
| 5    | Vilapiscina        | 12                         | 4                          | 2                          | 6                          | 19                         | 29                         | -10                        | 10                         | -2                         |
| 6    | FF Catalunya       | 12                         | 2                          | 2                          | 8                          | 25                         | 56                         | -31                        | 6                          | -8                         |
| 7    | Artés              | 11                         | 1                          | 1                          | 9                          | 11                         | 57                         | -46                        | 3                          | -9                         |
|      | CF Sant Adrià      | es retirà de la competició | es retirà de la competició | es retirà de la competició | es retirà de la competició | es retirà de la competició | es retirà de la competició | es retirà de la competició | es retirà de la competició | es retirà de la competició |

| Campió de la Lliga catalana 1988-1989 |
| ------------------------------------- |
| Futbol Femení Athenas Primer títol    |

## Estadístiques
| Màximes golejadores | Màximes golejadores | Màximes golejadores | Màximes golejadores |
| #                   | Nom                 | Club                | Gols                |
| ------------------- | ------------------- | ------------------- | ------------------- |
| 1                   | Fina                | FF Athenas          | 22                  |
| 2                   | Marta               | FF Catalunya        | 16                  |
| 3                   | Conchi              | FF Torroella        | 16                  |
| 4                   | Ariadna             | Barcelona Atlètic   | 14                  |
| 5                   | Macu                | CF Sant Adrià       | 12                  |
| 6                   | Mari Angels         | FF Torroella        | 11                  |
| 7                   | Encarna             | FF Torroella        | 10                  |

| Porteres menys golejades | Porteres menys golejades | Porteres menys golejades | Porteres menys golejades |
| #                        | Nom                      | Club                     | Gols                     |
| ------------------------ | ------------------------ | ------------------------ | ------------------------ |
| 1                        | Montse                   | FF Athenas               | 6                        |
| 2                        | Elías                    | Llers Morillo Vega       | 19                       |
| 3                        | Loli                     | FF Torroella             | 22                       |